# 弗朗茨·伊尔和接班人公司
弗朗茨·伊尔和接班人公司（Franz Eher Nachfolger GmbH）通常被称作伊尔出版社（Eher-Verlag），是纳粹党的中央出版社，也是納粹德國时期的书籍和期刊出版公司。纳粹党于1920年12月17日以115000德国纸马克的价格收购该公司。自1925年起，该公司出版阿道夫·希特勒的著作《我的奋斗》，先后推出过很多版本，印刷过百万本。